# Bataille d'Audenarde (1708)
Guerre de Succession d'Espagne
Batailles
Campagnes de Flandre et du Rhin
- Landau (1702)
- Friedlingen (1702)
- Kehl (1703)
- Ekeren (1703)
- Höchstädt (1703)
- Spire (1703)
- Schellenberg (Donauworth) (1704)
- Blenheim (1704)
- Landau (1704)
- Vieux-Brisach (1704)
- Eliksem (1705)
- Ramillies (1706)
- Stollhofen (1707)
- Cap Béveziers (1707)
- Cap Lizard (1707)
- Audenarde (1708)
- Wynendaele (1708)
- Lille (1708)
- Gand (1708)
- Malplaquet (1709)
- Douai (1710)
- Bouchain (1711)
- Denain (1712)
- Bouchain (1712)
- Douai (1712)
- Landau (1713)
- Fribourg (1713)

Campagnes d'Italie
- Carpi (1701)
- Chiari (1701)
- Crémone (1702)
- Luzzara (1702)
- Verceil (1704)
- Cassano (1705)
- Nice (1705-1706)
- Calcinato (1706)
- Turin (1706)
- Castiglione (1706)
- Toulon (1707)
- Gaeta (1707)
- Cesana (1708)
- Syracuse (1710)

Campagnes d'Espagne et de Portugal
- Cadix (1702)
- Vigo (navale 1702)
- Cap de la Roque (1703)
- Gibraltar (août 1704)
- Ceuta (1704) (es)
- Málaga (1704)
- Gibraltar (1704-1705)
- Marbella (1705)
- Montjuïc (1705)
- Barcelone (1705)
- Badajoz (1705)
- Barcelone (1706)
- Murcie (1706) (es)
- El Albujón (1706) (es)
- Santa Cruz de Ténérife (1706) (en)
- Almansa (1707)
- Xàtiva (1707)
- Ciudad Rodrigo (1707) (en)
- Lérida (1707)
- Tortosa (1708)
- Minorque (1708)
- Gudiña (1709)
- Almenar (1710)
- Saragosse (1710)
- Brihuega (1710)
- Villaviciosa (1710)
- Barcelone (1713-1714)

Campagnes de Hongrie
- Saint-Gotthard (1703) (en)
- Biskupice (1704) (en)
- Smolenice (1704) (en)
- Koroncó (1704) (en)
- Zsibó (1705) (en)
- Saint-Gotthard (1705) (en)
- Trenčín (1708) (en)

Antilles et Amérique du sud
- Santa Marta (1702)
- Guadeloupe (1703)
- Nassau (1703)
- Colonia del Sacramento (1704)
- Carthagène (1708)
- Rio (1710)
- Carthagène (1711)
- Rio (1711)
- Cassard (1712)

La bataille d'Audenarde est une bataille de la guerre de Succession d'Espagne qui eut lieu aux abords de la ville flamande du même nom, en Belgique, le 11 juillet 1708. L'armée française du duc de Vendôme y fut battue par les Impériaux du prince Eugène et les Anglais du duc de Marlborough.

## Contexte
La Grande-Bretagne, les Provinces-Unies, et le Saint-Empire, alarmés par l'alliance entre l'Espagne et la France ne virent d'autre issue que de déclencher une guerre de Succession. Les ambitions françaises en Bavière et en Franconie ont été anéanties après la bataille de Höchstadt (1704). En 1706, la tentative française de réduire la Hollande et de retirer ainsi aux Anglais un appui sur le continent a été repoussée à la bataille de Ramillies. Deux ans plus tard, Louis XIV tente de renouveler l'invasion des Flandres avec cette fois une armée beaucoup plus importante (près de 100 000 hommes). 
L'Angleterre, qui ne peut opposer d'emblée que 90 000 Anglo-Hollandais (112 bataillons d'infanterie et 197 escadrons de cavalerie), stationnés au sud de Bruxelles, est sur la défensive. Les armées alliées du prince Eugène sont, elles, encore groupées sur le Rhin, à Coblence. Ainsi, ces deux armées sont disjointes, tandis que les 100 000 hommes de l'armée française (130 bataillons d'infanterie et 216 escadrons de cavalerie) sont déjà massées près de Mons. Au mois de juin 1708, le généralissime des forces coalisées, le duc de Marlborough, doit impérativement obtenir une victoire tactique, ou plus vraisemblablement faire sa jonction avec le prince Eugène, commandant les forces du Saint-Empire, avant d'affronter l'ennemi. 
Les forces françaises étaient dirigées par deux hommes rivaux : le duc de Vendôme, un général expérimenté, et le duc de Bourgogne, petit-fils de Louis XIV, dont ce devait être le premier fait d'armes. 
Les deux généraux français s'opposaient sur la tactique à suivre : Vendôme préconisait d'attaquer la place de Huy, avec l'idée de forcer Marlborough à intervenir avec des forces inférieures, tandis que les ordres du roi de France étaient d'attaquer dans les Flandres. L'armée française fit marche vers l'est jusqu'à Braine-l'Alleud, quelque 25 km au sud de Bruxelles, menaçant la citadelle voisine de Louvain. Pour couvrir ces deux places, Marlborough disposa ses forces quelques kilomètres au sud de Louvain.
L'armée française demeura dans ses retranchements pendant un mois, ce qui permit au Prince Eugène d'opérer sa jonction avec Marlborough. Cependant, le 5 juillet, tandis qu'il progressait vers les Flandres, l'armée française fit marche vers l'ouest contre toute attente, s'emparant des places de Bruges et Gand (malgré la résistance opposée par 300 hommes de Marlborough dépêchés là-bas pour l'occasion). Ces événements accablèrent le moral du camp anglais, mais entre-temps les armées du Rhin avaient atteint Audenarde.
Les troupes françaises tenaient à présent toute la vallée de l'Escaut, depuis Valenciennes jusqu'à la mer du Nord. Seule la citadelle d'Audenarde restait aux mains des coalisés. Que cette place vienne à tomber, et les communications seraient coupées avec l'Angleterre.
Non seulement Marlborough prit conscience de la situation, mais il devina la tactique des Français pour s'emparer de la place d'Audenarde, à savoir progresser par la rive orientale de l'Escaut pour attaquer de flanc l'armée britannique, tout en maintenant l'essentiel des troupes en couverture sur le front principal. L'armée française fit en effet mouvement à partir du 8 juillet vers la ville de Lessines. Simultanément, Marlborough amena ses troupes à marches forcées vers cette même ville, dont il s'empara le 10 juillet, contraignant les Français à traverser l'Escaut sur des pontons pour assiéger Audenarde.
Marlborough ordonna à nouveau une marche forcée, à l'effet de poster 11 000 hommes sur l'autre berge de l'Escaut, à l'endroit où les Français franchissaient la rivière. Il confia cette manœuvre à son aide de camp, le général de cavalerie irlandais William Cadogan. Cadogan parvint facilement à contenir l'ennemi sur l'autre rive, cependant que Marlborough faisait, lui, franchir l'Escaut par le reste de son armée, près de 100 000 hommes.

## La bataille

### Découverte du dispositif des coalisés

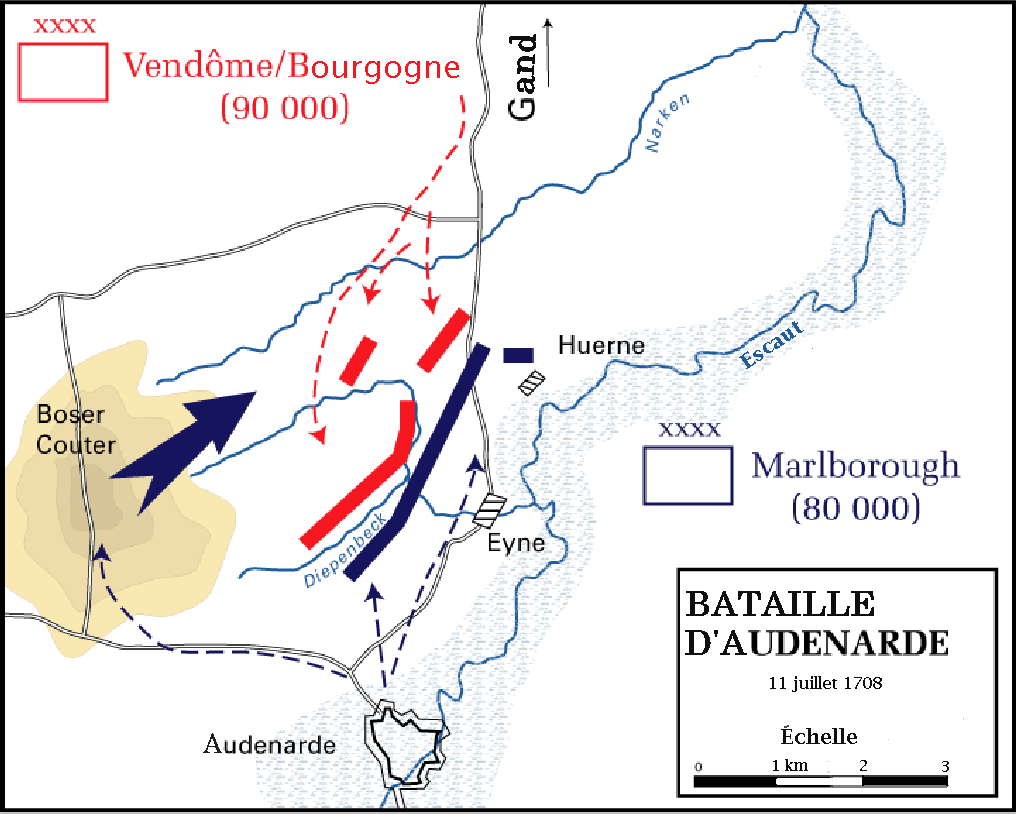
Carte de la bataille d'Audenarde.

Cadogan ordonna à un escadron de dragons commandé par le général danois Jørgen Rantzau, d'encercler les éclaireurs de l'avant-garde française en reconnaissance sur la rive droite de l'Escaut, et de ne laisser personne s'enfuir. Cependant ce coup de main échoua, et quelques fuyards purent prévenir le commandant de l'avant-garde française, le lieutenant-général Charles Armand de Gontaut-Biron, que des troupes ennemies se massaient sur la rive droite.
L'officier français, parti se rendre compte par lui-même des lignes ennemies, se trouva décontenancé devant l'importance du dispositif anglais, à un endroit d'ailleurs totalement inattendu. Il hésita sur le parti à prendre : Vendôme lui avait ordonné d'attaquer sans retard, mais il lui parut qu'il ne pouvait exécuter un tel ordre avec seulement 7 bataillons (en démobilisant d'ailleurs celui commis à la garde des pontons) et 20 escadrons contre 20 bataillons ; d'autre part, ses éclaireurs l'avaient mis en garde contre l'état boueux du sol sur la berge opposée, qui limiterait la mobilité de la cavalerie. Sur ces entrefaites, le Prince Eugène franchit l'Escaut avec 20 escadrons de Prussiens et occupa quelques points clef sans rencontrer d'opposition.
Les troupes de Biron commençaient à manœuvrer lorsqu'elles furent arrêtées par la première brigade d'infanterie anglaise, menée par un jeune officier, John Campbell. Cadogan, sur un signal de Marlborough, attaqua avec sa cavalerie les sept bataillons de mercenaires suisses du duc de Biron. L'infanterie suisse fut promptement rejetée à la rivière, et les escadrons français étaient détruits, lorsque l'arrivée du corps de cavalerie française contraignit les Anglais à se replier. L'assaut anglais avait été mené pour l'essentiel par les escadrons de Rantzau, et comptait dans ses rangs le futur roi d'Angleterre, George II de Grande-Bretagne.

### L'attaque des Français
Le duc de Bourgogne commit à ce moment une erreur décisive en lançant une contre-attaque immédiate, contre l'avis du duc de Vendôme. L'aile droite française engagea donc les lignes des coalisés sur Eine, cependant que l'aile gauche (pour une raison indéterminée) resta passivement en faction sur Huise, laissant le temps aux Anglais de se regrouper sur cette aile. 28 escadrons de cavalerie couvraient ainsi le flanc droit de l'infanterie de Cadogan, qui supporterait le choc décisif (celui-ci eut lieu vers 16 heures).
Le duc de Bourgogne donna le signal de l'attaque, qui s'abattit d'abord sur les escadrons prussiens. Malgré un combat acharné, les assaillants furent débandés. À ce moment, le duc de Vendôme décida de lancer une attaque au corps à corps avec douze régiments d'infanterie ; une décision discutable, puisqu'elle empêchait toute liaison entre les deux généraux, l'un retranché dans ses quartiers d'État-major, sans information sur le déroulement du combat, l'autre engagé personnellement sur le front, sans détenir toute l'autorité du camp français. Peut-être Vendôme estimait-il que, la mésentente étant consommée, cela ne changeait plus grand-chose à la situation. 
Les historiens s'accordent à reconnaître que l'aile droite anglaise aurait pu être anéantie si l'aile gauche française était intervenue. Toujours est-il que le duc de Vendôme en prit conscience, et demanda au duc de Bourgogne la permission d'engager la deuxième aile, ce qui lui fut refusé, mais le courrier ne parvint pas à transmettre cette réponse. La situation empirait tandis que Vendôme attendait toujours la réponse de l'état-major. Il déploya ses troupes, menaçant d'envelopper le flanc gauche des Anglais. À l'approche des régiments du duc d'Argyll, les lignes anglaises se déployaient, mais ne parvenaient pas à desserrer l'étau des Français.

### La contre-attaque de flanc des forces coalisées
Marlborough déplaça à ce moment son quartier général sur le flanc gauche menacé, laissant au Prince Eugène le commandement du flanc droit (toujours attaqué par le corps d'armée principal des Français). Tandis que son collègue subissait une pression croissante, Marlborough imagina une manœuvre décisive, consistant à renforcer l'aile gauche avec 18 bataillons d'auxiliaires hessois et hanovriens, pour envoyer les 20 bataillons du général prussien Carl von Lottum en renfort vers les troupes du prince Eugène.
Puis il prépara une double manœuvre d'enveloppement. Il avait sous ses ordres toute l'armée des Provinces-Unies, commandée par le Field Marshal Hendrik Overkirk, un officier aguerri. Toutefois, ces troupes ne pouvaient franchir l'Escaut sur de simples pontons en moins d'une heure. Pour dégager les ponts de pierre d'Audenarde, Marlborough dépêcha la cavalerie du prince Eugène, qui lança son assaut sur l'État-Major français ; mais cette attaque fut repoussée par les escadrons de la Maison du Roi, et Marlborough, ne disposant plus que de ses 18 bataillons d'auxiliaires hessois et hanovriens, dut se limiter à contenir les assauts de la cavalerie française.
Vers 20 h 30, les troupes d'Overkirk atteignirent finalement leur objectif et commencèrent à encercler le flanc droit des Français, en conjonction avec une attaque simultanée de Marlborough et du Prince Eugène. Cette fois, l'assaut réussit complètement, débandant l'aile droite ennemie et faisant de nombreux prisonniers. L'obscurité empêcha le vainqueur de poursuivre les Français, et d'anéantir le reste de leur armée.

## Conséquences

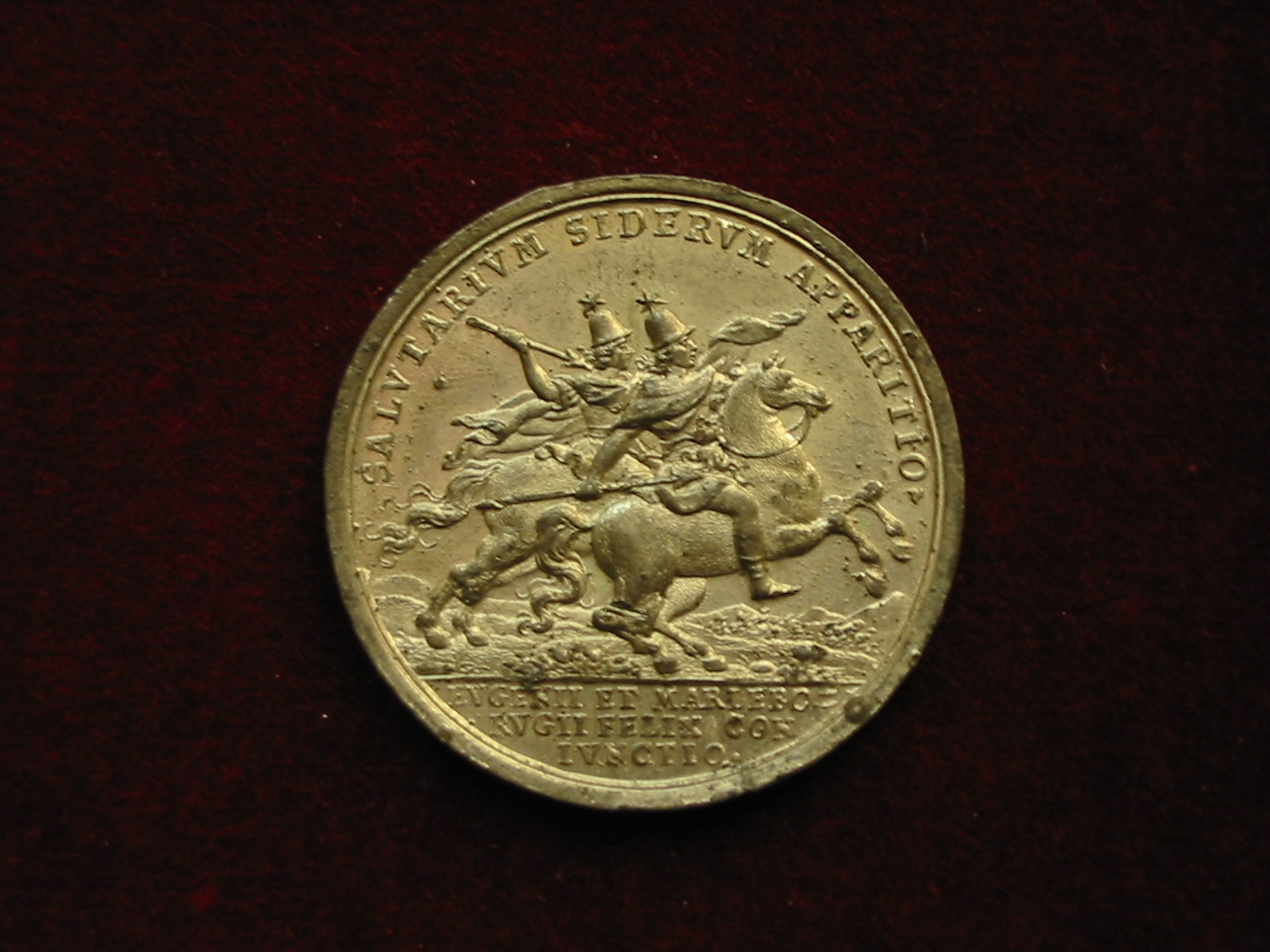
Médaille commémorative représentant les généraux victorieux comme les Dioscures.

Comme on l'a vu, près de la moitié des troupes françaises ne participa pas au combat : un grand nombre de fantassins et de cavaliers se tenaient en réserve sur une hauteur surplombant au nord la Norken. La cavalerie ne chargea pas, principalement parce que l'idée générale prévalait que le terrain, trop boueux, était impraticable. Il semble qu'une attaque conjuguée de toutes les forces françaises : Vendôme menant le corps d'armée pour encercler le flanc droit ennemi, tandis que le duc de Bourgogne prenait de vitesse Overkirk et les troupes de secours du duc d'Argyll sur le flanc gauche, aurait décidé d'une victoire française.
Les Français perdirent dans cette bataille 14 000 hommes (dont environ 8 000 prisonniers) et 25 canons, les coalisés perdant environ 6 000 hommes. Les troupes françaises se replièrent sur Gand, l'état-major en proie aux déchirements internes que l'on devine. Seuls les pontons maintenus intacts par les corps de sapeurs sauvèrent l'armée du Roi-Soleil du désastre.
La route de France étant désormais dégagée, le prince Eugène fit marche vers le sud dans les jours qui suivirent avec 75 000 hommes pour porter le combat sur le territoire français. Le maréchal de Boufflers arriva juste à temps (28 juillet) avec un contingent de 15 000 hommes pour défendre Lille. Il parvint à défendre la ville jusqu'en août, mais les coalisés étant décidés à conduire un siège inhabituellement long, il dut se replier dans la citadelle, et capitula finalement avec 8 000 survivants le 28 octobre.
Marlborough et le Prince Eugène se retournèrent alors vers Gand, où les troupes battues à Audenarde s'étaient repliées, et s'emparèrent de cette place le 29 décembre 1708 : les Français devaient évacuer les Flandres et le Hainaut. Après le refus de conditions de paix humiliantes par Louis XIV, ils tenteront de reprendre Mons dès l'année suivante, avec de nouveaux généraux.